# Comuna Petruși, Ripkî
Petruși (în ucraineană Петруші) este o comună în raionul Ripkî, regiunea Cernihiv, Ucraina, formată din satele Bahanî, Kîsli, Kratîn, Petruși (reședința), Rașkova Sloboda, Seniukî și Zubahî.

## Demografie
Componența lingvistică a comunei Petruși
     Ucraineană (98,13%)
     Rusă (1,69%)
     Alte limbi (0,19%)
Conform recensământului din 2001, majoritatea populației comunei Petruși era vorbitoare de ucraineană (98,13%), existând în minoritate și vorbitori de rusă (1,69%).